# Jánd, Szabolcs-Szatmár-Bereg
Jánd  este un sat în districtul Vásárosnamény, județul Szabolcs-Szatmár-Bereg, Ungaria, având o populație de 823 de locuitori (2011). 

## Demografie
Componența etnică a satului Jánd
     Maghiari (92,57%)
     Romi (7,43%)
Componența confesională a satului Jánd
     Reformați (68,89%)
     Fără religie (6,08%)
     Romano-catolici (3,52%)
     Greco-catolici (1,94%)
     Necunoscută (19,56%)
     Alte religii (2,43%)
Conform recensământului din 2011, satul Jánd avea 823 de locuitori. Din punct de vedere etnic, majoritatea locuitorilor (92,57%) erau maghiari, cu o minoritate de romi (7,43%).  Din punct de vedere confesional, majoritatea locuitorilor (68,89%) erau reformați, existând și minorități de persoane fără religie (6,08%), romano-catolici (3,52%) și greco-catolici (1,94%). Pentru 19,56% din locuitori nu este cunoscută apartenența confesională.